# Vritz
Vritz (prononcer [vri]) est une ancienne commune de l'Ouest de la France, située dans le département de la Loire-Atlantique, en région Pays de la Loire, devenue le 1er janvier 2018, une commune déléguée de la commune nouvelle de Vallons-de-l'Erdre.
Faisant partie des marches de Bretagne, presque une enclave en Maine-et-Loire, la commune a une histoire liée à la Bretagne et à l'Anjou. Vritz est issue d'une paroisse fondée par des moines angevins, et a longtemps gardé le code postal du canton de Candé. La vocation agricole de cette commune rurale perdure au XXIe siècle, même si des carrières y sont exploitées. Éloignée des grands centres urbains, Vritz connaît un déclin démographique depuis la fin du XIXe siècle.

## Géographie

### Situation

Situation de la commune de Vritz dans le département de la Loire-Atlantique.

Vritz est située à 4 km au nord-ouest de Candé, à 30 km au sud-est de Châteaubriant, à 30 km au nord-est d'Ancenis, à 41 km au nord-ouest d'Angers, à 54 km au nord-est de Nantes, à 59 km au sud-ouest de Laval et à 74 km au sud-est de Rennes, dans une indentation du département de la Loire-Atlantique en Maine-et-Loire. Les communes limitrophes sont des communes déléguées de la commune nouvelle de Vallons-de-l'Erdre : Le Pin et Freigné en Loire-Atlantique, ainsi Candé, Angrie et Challain-la-Potherie en Maine-et-Loire.
|        | Challain-la-Potherie (Maine-et-Loire) |                         |
| Le Pin | Vritz                                 | Angrie (Maine-et-Loire) |
|        | Freigné (Vallons-de-l'Erdre)          | Candé (Maine-et-Loire)  |

### Relief et géologie
Le territoire de la commune est vallonné, parcouru de quelques ruisseaux, affluents pour la plupart de l'Erdre. Le sol est schisteux, des carrières d'ardoise ont d'ailleurs été exploitées jusqu'au XXe siècle.

### Hydrographie
Passant tout près du bourg, le ruisseau de la Gicquelais coule dans un axe nord-ouest - sud-est, et se jette dans le ruisseau du Mandit (ou Mandy) au sud, affluent de l'Erdre. Au nord et à l'est le ruisseau du pont Trion décrit une boucle qui sert de délimitation départementale entre la Loire-Atlantique et le Maine-et-Loire. Le petit Don prend sa source au nord-est de la commune, et coule vers l'ouest pour se jeter plus loin à l'ouest dans le Don au niveau de la commune du Petit-Auverné.

### Climat
Avec sa façade océanique orientée vers l'Ouest et un relief peu accentué, le climat de la Loire-Atlantique est de type tempéré océanique. Les hivers y sont doux (5 °C en moyenne), les étés faiblement chauds (18 °C en moyenne). Les précipitations sont fréquentes (surtout en hiver et au printemps) mais rarement violentes.
Vritz est proche de la région angevine. Le tableau suivant recense les données climatiques d'Angers, distante de 40 kilomètres à vol d'oiseau.
| Mois                                                  | Janv | Fév  | Mars | Avr  | Mai  | Juin | Juil | Août | Sept | Oct  | Nov  | Déc  | Année |
| ----------------------------------------------------- | ---- | ---- | ---- | ---- | ---- | ---- | ---- | ---- | ---- | ---- | ---- | ---- | ----- |
| Températures maximales moyennes (°C)                  | 7,9  | 9,2  | 12,6 | 15,3 | 19   | 22,6 | 24,9 | 24,7 | 21,8 | 17   | 11,4 | 8,4  | 16,2  |
| Températures minimales moyennes (°C)                  | 2,1  | 2,2  | 3,9  | 5,6  | 8,9  | 11,8 | 13,6 | 13,4 | 11,3 | 8,4  | 4,6  | 2,8  | 7,4   |
| Températures moyennes (°C)                            | 5    | 5,7  | 8,2  | 10.4 | 13,9 | 16,2 | 19,2 | 19,1 | 16,5 | 12,7 | 8    | 5,6  | 11,8  |
| Moyennes mensuelles de précipitations (mm)            | 62,1 | 50,8 | 51,7 | 44,6 | 54,4 | 41,2 | 43,8 | 44,9 | 52,2 | 59,6 | 64,5 | 63,4 | 633,4 |
| Durée mensuelle d'ensoleillement (heures/mois)        | 70   | 92   | 141  | 179  | 201  | 234  | 248  | 237  | 191  | 129  | 89   | 65   | 1877  |
| Source : Climatologie de 1947 à 2008 - Angers, France |      |      |      |      |      |      |      |      |      |      |      |      |       |

## Toponymie
Le nom de la localité est mentionné sous les formes Veris en 1130; Veriz en 1243; Vrix en 1287; Uris (lire Vris) en 1731,. Albert Dauzat et Ernest Nègre n'ont pas analysé ce toponyme, montrant par là qu'il existe un problème. Son étymologie est obscure.
Vritz possède un nom en gallo, la langue d'oïl locale, écrit Vri et prononcé [vri] comme en français,. Le nom de la commune a été traduit Gwerid en breton, mais cette langue n'y a jamais été la langue vernaculaire, l'extension maximale de la frontière linguistique bretonne s'étant fixée à Blain, à 60 km à l'ouest, au IXe siècle[réf. nécessaire].

## Histoire
Le site de Vritz a été probablement occupé pendant la Préhistoire puisque des outils en pierre ont été découverts dans les environs. Le territoire fait partie de la gaule celtique, puis d'une province gallo-romaine, avant d'être englobé dans le duché de Bretagne puis la province de Bretagne jusqu'à l'abrogation des privilèges et la disparition de la province de Bretagne en 1789.
Au XIe siècle, Vritz devient châtellenie. En 1133, un prieuré augustinien est fondé par l'abbaye de Toussaint d'Angers. Un des premiers seigneurs de Vritz, Olivier de Veris, laisse une trace écrite lors de ses donations à l'abbaye de Melleray. Au siècle suivant, la châtellenie est la propriété de la famille de Vritz, qui possède plus tard Saint-Mars-la-Jaille.
En 1650, alors que son seigneur est François de l'Esperonnière de Vris, grand chambellan de Gaston d'Orléans, Vritz devient une baronnie et dix ans plus tard est construite l'église paroissiale. Il y avait aussi à l'époque une chapelle à la Grée et une autre à Préfouré.
Les carrières d'ardoise furent exploitées du XVIIe siècle jusqu'au début du XXe siècle. La production est exportée jusqu'aux États-Unis. Cette industrie, suffisamment florissante au moment de la Révolution pour que Vritz soit promu chef-lieu de canton, a laissé place, après son extinction, à l'économie agricole qui existe depuis l'origine du village. Vritz est incluse dans la Loire-Atlantique plutôt qu'en Maine-et-Loire qui l'entoure presque entièrement. La commune a longtemps gardé le code postal du canton de Candé, en Maine-et-Loire.
La commune, essentiellement rurale, est sujette à un déclin démographique depuis la fin du XIXe siècle.

## Politique et administration
Vritz est situé dans le canton de Saint-Mars-la-Jaille, arrondissement d'Ancenis, dans le département de la Loire-Atlantique (région Pays de la Loire). Comme pour toutes les communes françaises comptant entre 500 et 1 500 habitants, le conseil municipal est constitué de quinze membres en 2011.

### Liste des maires
| Période                                  | Période   | Identité         | Étiquette | Qualité                  |
| ---------------------------------------- | --------- | ---------------- | --------- | ------------------------ |
| 1983                                     | mars 2001 | Yvette Coquereau |           |                          |
| mars 2001                                | mars 2014 | Michel Jeanneau  |           |                          |
| mars 2014                                | En cours  | Sophie Gillot    | SE        | Commerciale en granulats |
| Les données manquantes sont à compléter. |           |                  |           |                          |

### Intercommunalité
Vritz est membre de la communauté de communes du pays d'Ancenis, qui est constituée de vingt-neuf communes regroupées autour d'Ancenis. La commune est représentée au conseil intercommunal par le maire et deux élus communautaires.

## Population et société

### Démographie
Selon le classement établi par l'Insee en 1999, Vritz était une commune rurale non polarisée.

#### Évolution démographique
L'évolution du nombre d'habitants est connue à travers les recensements de la population effectués dans la commune depuis 1793. Pour les communes de moins de 10 000 habitants, une enquête de recensement portant sur toute la population est réalisée tous les cinq ans, les populations de référence des années intermédiaires étant quant à elles estimées par interpolation ou extrapolation. Pour la commune, le premier recensement exhaustif entrant dans le cadre du nouveau dispositif a été réalisé en 2008.

En 2015, la commune comptait 804 habitants, en évolution de +9,84 % par rapport à 2009 (Loire-Atlantique : +6,68 %, France hors Mayotte : +2,11 %).
| 1793  | 1800  | 1806  | 1821  | 1831  | 1836  | 1841  | 1846  | 1851  |
| ----- | ----- | ----- | ----- | ----- | ----- | ----- | ----- | ----- |
| 1 901 | 1 509 | 1 364 | 1 711 | 1 706 | 1 853 | 1 717 | 1 654 | 1 725 |

| 1856  | 1861  | 1866  | 1872  | 1876  | 1881  | 1886  | 1891  | 1896  |
| ----- | ----- | ----- | ----- | ----- | ----- | ----- | ----- | ----- |
| 1 708 | 1 695 | 1 747 | 1 728 | 1 774 | 1 741 | 1 741 | 1 664 | 1 541 |

| 1901  | 1906  | 1911  | 1921  | 1926  | 1931  | 1936  | 1946 | 1954 |
| ----- | ----- | ----- | ----- | ----- | ----- | ----- | ---- | ---- |
| 1 501 | 1 456 | 1 411 | 1 117 | 1 172 | 1 014 | 1 071 | 957  | 959  |

| 1962 | 1968 | 1975 | 1982 | 1990 | 1999 | 2006 | 2008 | 2013 |
| ---- | ---- | ---- | ---- | ---- | ---- | ---- | ---- | ---- |
| 956  | 904  | 843  | 828  | 813  | 803  | 760  | 748  | 783  |

| 2015 | - | - | - | - | - | - | - | - |
| ---- | - | - | - | - | - | - | - | - |
| 804  | - | - | - | - | - | - | - | - |

#### Pyramide des âges
Les données suivantes concernent l'année 2013.
La population de la commune est relativement âgée. Le taux de personnes d'un âge supérieur à 60 ans (24 %) est en effet supérieur au taux national (22,6 %) et au taux départemental (22,5 %),,.
Contrairement aux répartitions nationale et départementale, la population masculine de la commune est supérieure à la population féminine (52,9 % contre 48,4 % au niveau national et 48,7 % au niveau départemental),,.
| Hommes | Classe d’âge | Femmes |
| ------ | ------------ | ------ |
| 0,5    | 90 ans ou +  | 0,5    |
| 7,5    | 75 à 89 ans  | 10,3   |
| 14,3   | 60 à 74 ans  | 15,2   |
| 23,9   | 45 à 59 ans  | 25,7   |
| 17,9   | 30 à 44 ans  | 17,3   |
| 16,9   | 15 à 29 ans  | 14,6   |
| 19,1   | 0 à 14 ans   | 16,3   |

| Hommes | Classe d’âge | Femmes |
| ------ | ------------ | ------ |
| 0,4    | 90 ans ou +  | 1,3    |
| 5,8    | 75 à 89 ans  | 9,1    |
| 13,5   | 60 à 74 ans  | 14,6   |
| 19,6   | 45 à 59 ans  | 19,2   |
| 20,8   | 30 à 44 ans  | 19,6   |
| 19,4   | 15 à 29 ans  | 17,7   |
| 20,5   | 0 à 14 ans   | 18,5   |

### Enseignement
Vritz dépend de l'académie de Nantes. La commune gère une grande école (à la fois maternelle et primaire) : l'école primaire du Dauphin. Le collège public le proche se trouve à Saint-Mars-la-Jaille, et les lycées publics se situent à Châteaubriant, Ancenis et Segré.

### Santé
Il n'y a pas de médecin ni d'infirmiers à Vritz, les plus proches sont situés à Candé. Des centres hospitaliers sont installés à Ancenis et Châteaubriant.
Est présent depuis février 2012 la Fédération des Secouristes Animaliers (FSA) avec son ambulance animalière agréée DDPP (Direction départementale de la protection de la population).

### Sports
Vritz possède un club de football avec Le Pin, commune proche avec laquelle il a fusionné en 2001. Petit club amateur, l'équipe première des seniors joue en 2e division du District de la Loire-Atlantique. Le Football Club Le Pin-Vritz possède aussi des équipes en catégorie jeune.
Couleurs : maillot rouge, short bleu marine, chaussettes rouges.

### Cultes
Pour le culte catholique, Vritz, bien que dépendante du diocèse de Nantes, fait partie de la paroisse Saint-Pierre-sur-Erdre, dans la zone pastorale du Haut-Anjou.

## Économie

### Revenus de la population et fiscalité
En 2008, le revenu fiscal médian par ménage était de 15 043 €,
ce qui plaçait Vritz au 26 260e rang  parmi les 31 604 communes de plus de 50 ménages en métropole.

### Emploi, entreprises et commerces

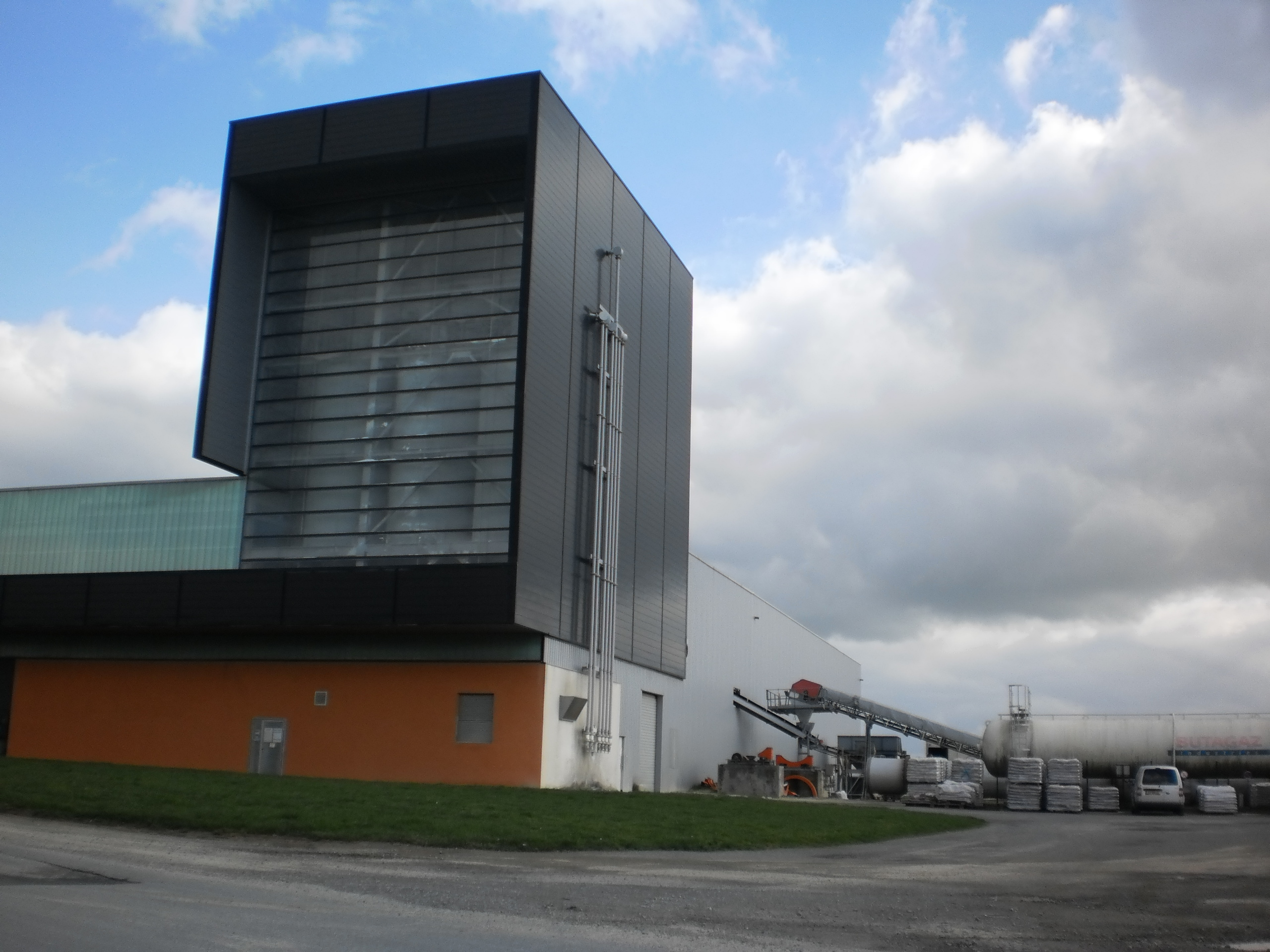
Carrière.

La société Orbello granulats Loire exploite depuis 1995 une carrière sur le territoire de la commune, à la Répennelais. Les produits vendus sont certifiés issus d'une roche alluvionnaire silicieuse, dont la classe granulaire est 0/2 mm (norme NF XP P 18-545 article 10 code A). Cette industrie représentait 12 des 79 emplois salariés recensés sur la commune au 31 décembre 2008.
L'agriculture est un secteur économique important de Vritz. Si, selon l'Insee, le nombre d'exploitations a diminué entre 1988 et 2000, passant de 88 à 51, la surface exploitée est restée stable (de 2 746 à 2 660 hectares) sur cette période. L'élevage bovin a légèrement régressé (3 533 bêtes en 1988, 3 373 en 2000), tandis que le nombre de volailles a fortement progressé, passant de 19 986 à 48 981.

## Culture locale et patrimoine

### Lieux et monuments

#### Patrimoine religieux

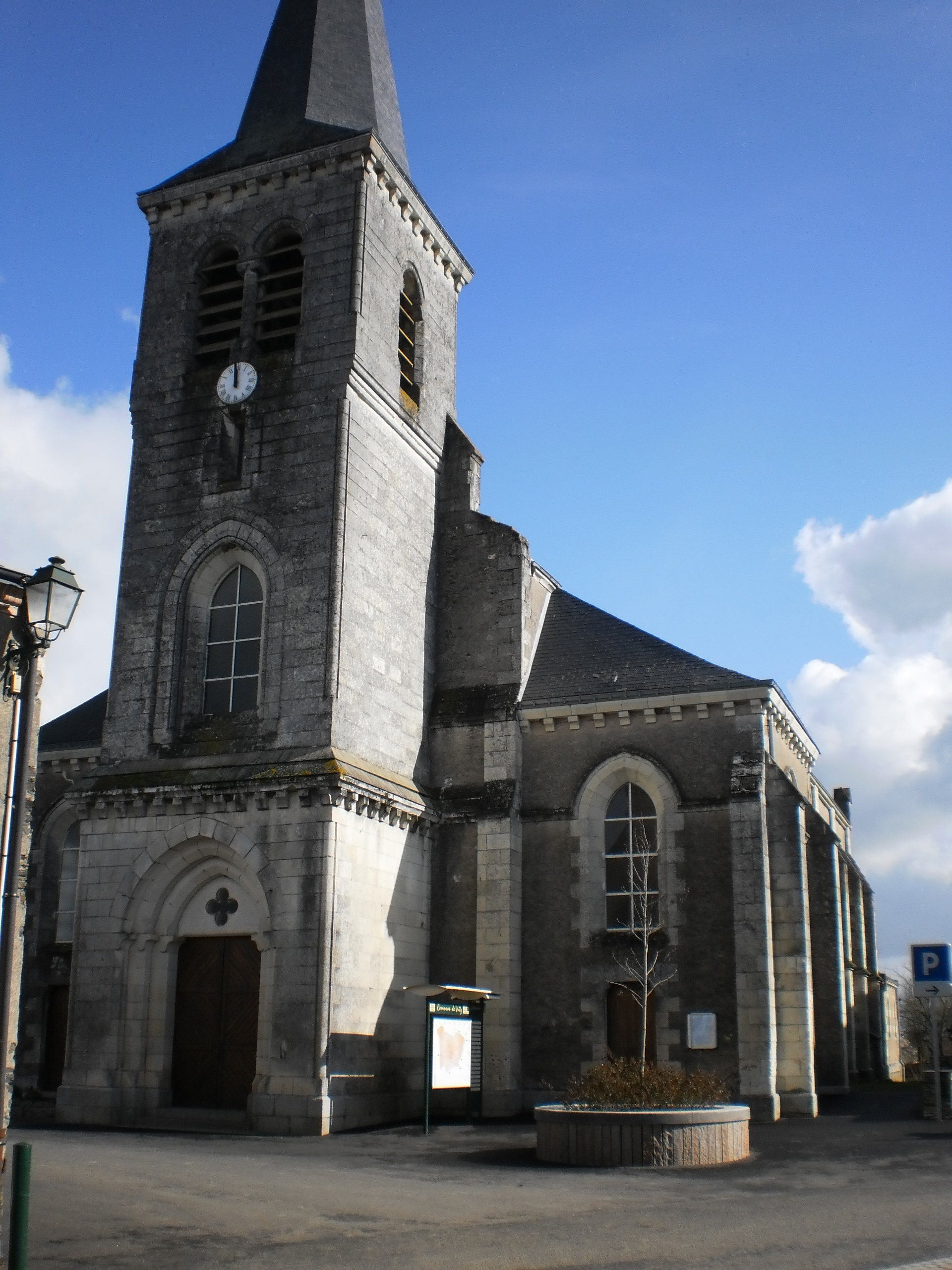
Église Saint-Gervais-et-Saint-Protais.

L'église Saint-Gervais-et-Saint-Protais, construite en 1887, remplace l'ancienne église de 1660. Elle possède trois nefs et six travées, et dispose d'un clocher-porche. Ses vitraux sont réalisés par Bordereau, maitre verrier angevin, à la fin du XIXe siècle. Ceux du chœur représentent saint Gervais et saint Protais, patrons de la paroisse, ainsi que saint Édouard. Les autres représentent des scènes de la vie du Christ.
Un calvaire, au-dessus d'une grotte (XXe siècle), est situé sur une butte ardoisière surplombant le ruisseau du Mandit. Les fidèles catholiques viennent y implorer la Vierge de Lourdes.

#### Châteaux et demeures
Le château de la Bouvraie, dans le village du même nom, date du XVe siècle et est bâti en schiste, a sans doute été le siège de la plus importante seigneurie locale. On trouve des traces de murs d'enceinte et de douves antérieures au XVe siècle. Les bâtiments ont été rénovés au XVIIe siècle par un armateur nantais.

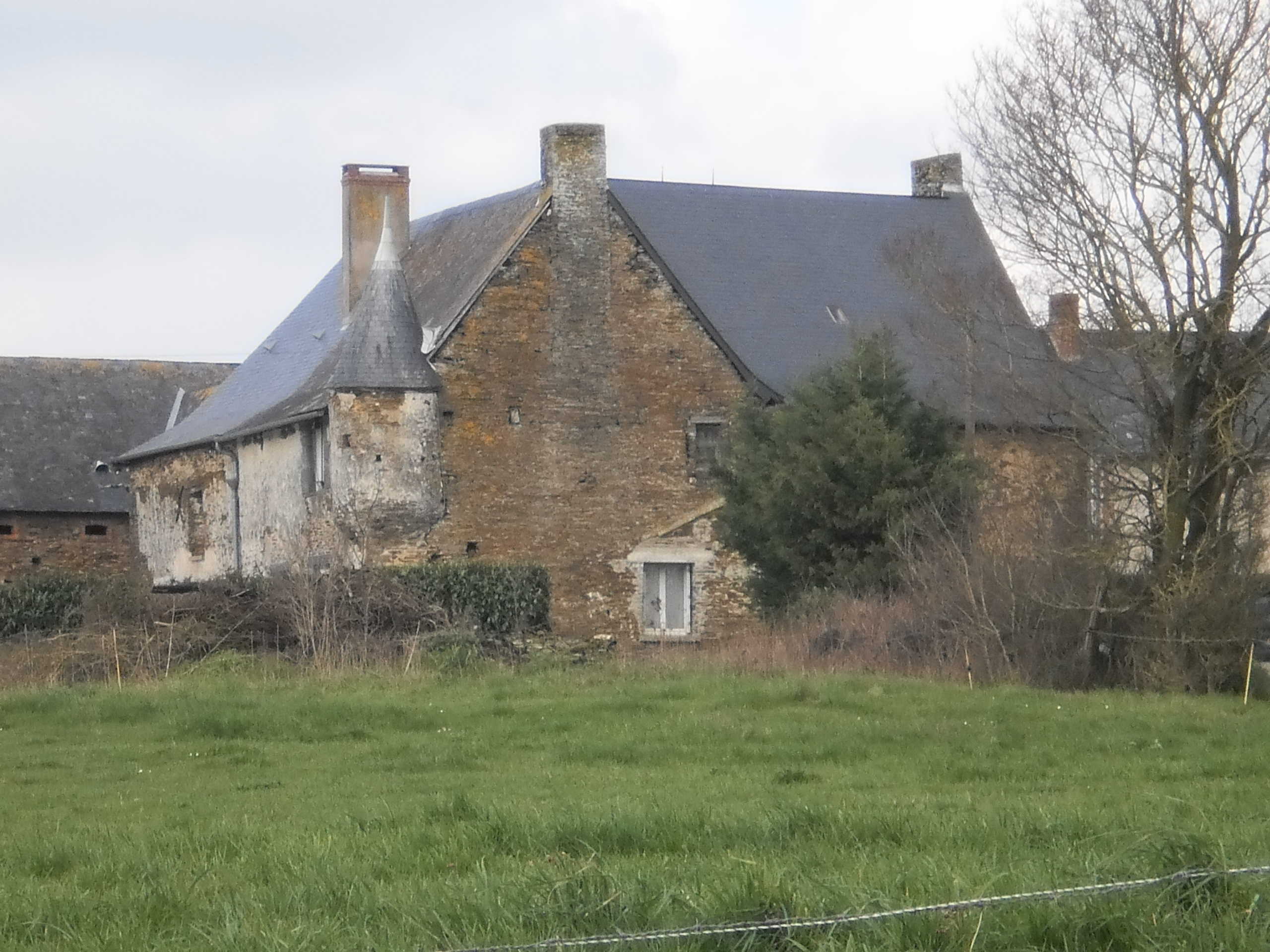
Manoir de la Tesserie.

Le manoir de la Ramée (XVe siècle), dont la tour et d'autres parties ruinées ont été transformées, recèle un manteau de cheminée (XVe – XVIe siècle) dont les peintures d'origine ont été conservées. Le manoir de la Tesserie (XVIe siècle) a été transformé en ferme. Le manoir de Richebourg a été remanié au XVIIe siècle.

#### Patrimoine civil
Le « Relais des forges » présente une cheminée du XVIIe siècle remplaçant une de plus grande dimension du XVe siècle, et un pigeonnier-porche. Traces de l'activité industrielle humaine, les carrières d’ardoise (XVIIe au XXe siècle) témoignent de l'activité d'extraction à Vritz. Un puits du XIXe siècle en schiste, avec un toit recouvert de palis de schiste, et un treuil à bras, est très bien conservé.

### Personnalités liées à la commune
- Louis Richard (1846-1881), né à Vritz, religieux, missionnaire des Pères blancs, assassiné au cours d'une mission en Algérie[30].

### Héraldique
| Armes de Vritz | D'hermine fretté de gueules. La commune a adopté le blason de la famille de Vritz (XVIIIe siècle). L'hermine évoque le blasonnement d'hermine plain de la Bretagne, rappelant l'appartenance passée de la ville au duché de Bretagne. |